# Filadélfia (Tocantins)
Filadélfia is een gemeente in de Braziliaanse deelstaat Tocantins. De gemeente telt 7.978 inwoners (schatting 2009).